# Live In Your Head: When Attitudes Become Form
Live In Your Head: When Attitudes Become Form [Vivi nella tua testa: quando gli atteggiamenti diventano forma] è stata una mostra organizzata dal curatore svizzero Harald Szeemann nel 1969 alla Kunsthalle Bern. La mostra è considerata un punto di riferimento rivoluzionario per il lavoro postminimalista e dell'Arte Povera che, secondo il New York Times, è stata "senza dubbio la più famosa mostra di nuova arte del dopoguerra". La mostra ha ridefinito il ruolo del curatore in relazione agli artisti, definendo il rapporto come una partnership. La mostra dà riconoscimento internazionale al suo curatore Harald Szeemann.

## Descrizione della mostra
La mostra Live In Your Head: When Attitudes Become Form è stata organizzata alla Kunsthalle Bern con la curatela di Harald Szeemann nel periodo in cui era direttore del centro d'arte dal 22 marzo al 27 aprile 1969. L'esposizione è poi stata presentata in Germania al Museum Haus Lange di Krefeld dal 9 maggio al 15 giugno 1969 e all'Institute of Contemporary Arts di Londra dal 28 agosto al 27 settembre 1969.
L’esposizione presentava 127 opere di 69 artisti (tre dei quali erano donne) provenienti dall'Europa occidentale e dagli Stati Uniti.
Gli artisti hanno creato le loro opere sul posto site specific, all'interno degli spazi della galleria della Kunsthalle. Molti dei loro lavori erano con elementi concettuali e orientati al processo. Tra gli artisti vi erano Eva Hesse, Gary Kuehn, Robert Smithson, Jannis Kounellis, Alighiero Boetti, Joseph Beuys, Bruce Naumann, Hanne Darboven, Mario Merz, Hans Haacke.
La mostra ha permesso a Szeemann di ridefinire il suo ruolo di curatore indipendente che lavora al di fuori dei vincoli di un'istituzione. L'evento ha ricevuto recensioni  positive a livello internazionale e accese critiche dal pubblico locale svizzero che hanno portato Harald Szeemann a dare le dimissioni come direttore della Kunsthalle Bern e scegliere una carriera come curatore indipendente.

## Catalogo della mostra
La Kunsthalle ha prodotto un catalogo, When Attitudes Become Form: Works-Concepts-Processes-Situations-Information, con un unico indice fustellato in cui gli artisti comparivano in ordine alfabetico. In Notes on the New, saggio inserito nel catalogo della mostra, Scott Burton scrive: "L'arte è stata veramente invasa dalla vita, se vita significa flusso, cambiamento, possibilità, tempo, imprevedibilità". Il catalogo della mostra conteneva anche scritti di Grégoire Müller, Tommaso Trini e dello stesso Szeemann.

## Eredità

### How Latitudes Become Forms: Art in a Global Age, 2003
Nel 2003 il Walker Art Center ha allestito una mostra curata da Philippe Vergne, Douglas Fogle e Olukemi Ilesanmi intitolata How Latitudes Become Forms: Art in a Global Age. I curatori "tracciano la genealogia" della loro mostra fino alla mostra di Szeeman del 1969, poiché vedono quella mostra come un modello per una nuova forma di mostre internazionali in cui il curatore diventa un "autore" co-partecipativo del processo di creazione artistica, quasi fosse l'esposizione un'opera site-specific. L'esposizione al Walker presenta un gruppo di artisti più internazionali rispetto alla mostra di Berna e comprendeva più donne.

### Ricostruzione della mostraLive In Your Head: When Attitudes Become Form, 2013
Nel 2013 Germano Celant, che aveva incontrato Szeemann in occasione della mostra originale e aveva anche fatto una breve conferenza durante la serata di apertura a Berna, ha ricreato la mostra nella sua interezza. La mostra è stata presentata alla Fondazione Prada a Ca' Corner della Regina a Venezia durante la settimana di apertura della Biennale di Venezia. Celant ha scelto di co-organizzare la mostra insieme a Rem Koolhaas, che ha contribuito a ricreare l'ambientazione originale di Berna, e all'artista e fotografo Thomas Demand.